# Incinérateur de déchets
 (novembre 2019).
Si vous disposez d'ouvrages ou d'articles de référence ou si vous connaissez des sites web de qualité traitant du thème abordé ici, merci de compléter l'article en donnant les références utiles à sa vérifiabilité et en les liant à la section « Notes et références ».
Un incinérateur est un dispositif visant à réduire ou détruire des objets par incinération, c’est-à-dire par une combustion aussi complète que possible. Il se présente en général comme un four où la chaleur dégagée par les matériaux en cours de combustion est suffisante pour enflammer les matériaux ajoutés. Le mot désigne souvent, en France, une usine d'incinération des ordures ménagères (UIOM).
La législation impose de plus en plus aux grands incinérateurs que la chaleur soit récupérée. On parle alors d'« unité de valorisation énergétique » (UVE), de « centre de valorisation thermique », d'« usine de valorisation énergétique » ou encore de « centre de valorisation énergétique », ou simplement d'« usine d'incinération ».
Les polémiques autour des incinérateurs sont nombreuses, ainsi que les associations de défense créées par les riverains de ces usines. Par le passé, ces installations étaient source de pollutions importantes faute de systèmes de traitement des rejets efficaces.

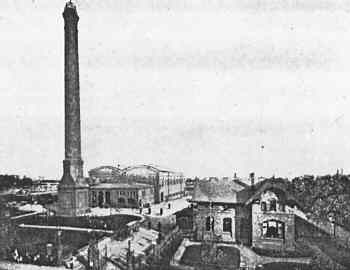
Première usine allemande d’incinération (Hamburg-Hammerbrook), ici, en 1895.

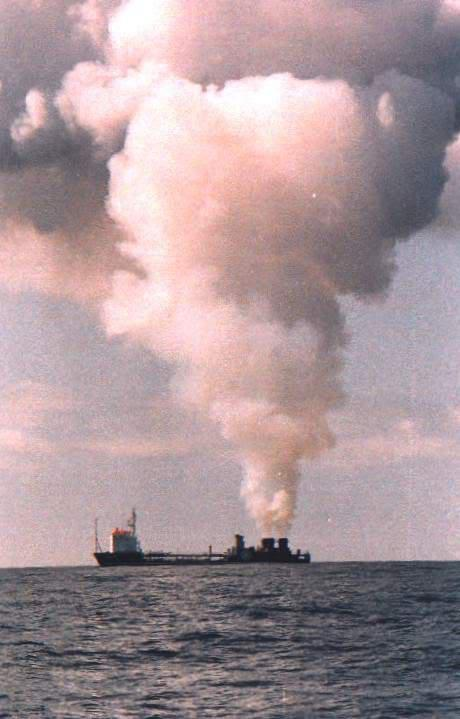
Durant plusieurs décennies, des produits chimiques toxiques ou dangereux ont été incinérés en mer, loin du rivage, sur des navires-incinérateurs. Ici, en 1977, le M/T Vulcanus incinère le contenu de bidons d'agent orange n'ayant pas été utilisés par l'armée américaine lors de la guerre du Viet-Nam (opération Pacer HO). Ces pratiques, de même que l'immersion de déchets en mer, ont depuis été interdites, en raison de la pollution associée.

## Histoire
Les premières usines d’incinération de déchets urbains et ménagers apparaissent à la fin du XIXe siècle.
L'incinération est alors une alternative à la décharge sauvage ou contrôlée. Elle vise notamment à résoudre des problèmes créés par un nombre croissant de déchets pas, peu, difficilement ou coûteusement recyclables ou réparables. Après avoir été présenté comme un procédé d'élimination répondant aux préceptes hygiénistes (les hôpitaux ou structures vétérinaires importantes possèdent encore parfois des incinérateurs adaptés au traitement de déchets médicaux biologiquement dangereux, mais pas toujours prévus pour traiter les déchets toxiques résultant de la présence de chlore ou de métaux toxiques et de radionucléïdes dans ces déchets.
Au début du XXe siècle la vapeur issue de l'incinération des ordures ménagères de Liverpool est déjà utilisée pour produire l'électricité nécessaire aux tramways de la ville (près de 10 millions de kilowatts-heures en 1907) ; Paris produit ensuite de l'électricité pour, un temps, alimenter les camions de ramassage.
L'incinération apparaît progressivement comme une nouvelle et grave source de pollution de l'air, des sols, de l'eau et de la biosphère, par ses gaz, fumées, particules ainsi que par ses cendres et résidus d'épuration, alors même qu'augmente rapidement la quantité de déchets produits (augmentation des biens de consommation et de leur obsolescence programmée). Ce sujet (traitement des déchets, pollutions directement et indirectement induites et risque sanitaire induit, particulièrement pour les riverains) devient un sujet politique à partir des années 1970.
Selon la Banque mondiale, vers 2015, le monde produisait environ 2,01 milliards de tonnes de déchets municipaux par an.
Les grands pays se dotent de lois et de stratégie de gestion des déchets, souvent vers le milieu des années 1970, alors que les Trente Glorieuses ont généré un afflux de déchets plus complexes et difficiles à gérer, et alors que le monde est touché par une grande crise pétrolière (moment de la loi-cadre du 15 juillet 1975 en France). La dépendance énergétique des pays non-pétroliers est perçue par eux comme une grave menace ; on commence alors à considérer que les déchets sont aussi une potentielle « matière première secondaire » éventuelle source alternative d'énergie (Bertolini, 1998).
En Europe, la France et l’Allemagne ont été les pays qui au XXe siècle ont le plus développé l'incinération, tout en développant aussi des modes particuliers d'incinération (thermolyse, et plus récemment carbonisation hydrothermale...), généralement conçus pour des déchets particuliers.
La thermolyse peut ainsi être utilisée pour traiter divers types de déchets organiques.
Une tendance a été d'éloigner les incinérateurs des centre-ville ou des villes. Le Royaume-Uni a même autrefois utilisé des « navires incinérateurs », avant de les supprimer à la suite de conventions internationales interdisant le rejet de déchets en mer. Des navires, militaires notamment, peuvent disposer d'incinérateurs à bord. Une autre tendance a été d'en valoriser les calories avec une bonne récupération d’énergie et une cogénération associée, l'incinération peut rapporter ds revenus qui diminuent d'autant le coût du traitement des déchets plus du tiers du coût de l’incinération dans les cas les plus favorables. » selon Prévost (2000)

### France
Depuis 1975, plusieurs lois sur le tri et la valorisation des déchets sont votées.
Le 15 juillet 1975 une loi nouvelle précise que « L’élimination des déchets doit être assurée (…) dans des conditions propres à faciliter la récupération des matériaux, éléments ou formes d’énergie réutilisables ». Cette loi pousse les communes à éradiquer l'envoi des déchets des ménages en décharge et à recycler les métaux, le verre, le papier…
En 1992, la loi proscrit officiellement tout envoi de déchets bruts en décharge à compter du 1er juillet 2002, au profit du réemploi, du recyclage ou d'autre moyens d'obtenir des matériaux réutilisables, ou de l’énergie, à partir des déchets, avec une volonté de mieux diminuer et gérer les pollutions induites par les déchets et leur gestion. Seuls les déchets ultimes pourront encore être envoyés en décharge.
Cette loi encourage l'incinération ainsi que la loi de transition écologique modifiant le code de l'environnement. La loi de transition énergétique, sans soutenir expressément l’incinération, prévoit qu’il faut « assurer la valorisation énergétique des déchets qui ne peuvent être recyclés en l’état des techniques disponibles ». En réalité, l’incinération bénéficie de nombreuses dispositions réglementaires et fiscales favorables.
Ainsi, en 2013 selon l'ADEME, plus de 62 % des ordures ménagères résiduelles de France sont encore incinérées.

## Principe de fonctionnement
Les incinérateurs se sont développés dans les agglomérations urbaines à partir des années 1960, en l’absence de politique de tri des déchets, de compostage et de recyclage des matériaux, et en raison d’une offre nouvelle de matériel d’incinération capable de traiter des quantités importantes de déchets, et de la difficulté croissante de trouver des sites de décharge.

### France
Depuis 1994, la loi interdit d’incinérer des déchets sans valoriser l’énergie et les rejets à l’atmosphère sont soumis aux limitations imposées par la directive no 94/67/CE, plus stricte depuis 2005.
Depuis 2009, un « incinérateur » ou une UIOM (usine d’incinération d’ordures ménagères) doit comprendre au minimum :
- un four (lieu de la combustion du déchet),
- une chaudière pour récupérer l’énergie,
- un traitement des fumées avec captage des polluants avant rejet dans l’atmosphère.

#### Installation classée pour la protection de l'environnement
Selon la législation française, les incinérateurs de déchets dangereux ou de déchets non dangereux sont des installations classées pour la protection de l'environnement (ICPE) soumises à autorisation préfectorale. En effet, ils sont concernés par les rubriques suivantes de la nomenclature des installations classées :
- rubrique no 2770 : « traitement thermique de déchets dangereux »[13] ;
- rubrique no 2771 : « traitement thermique de déchets non dangereux »[14].

Les autorisations préfectorales sont délivrées sous la forme d'arrêtés préfectoraux afin d'imposer aux exploitants le respect d'un certain nombre de prescriptions techniques et de seuils d'émissions de polluants en vue de limiter leur impacts environnementaux et sanitaires.
L'instruction des demandes d'autorisation d'exploiter ainsi que le contrôle du respect des prescriptions techniques par les exploitants sont réalisés par l'inspection des installations classées.

Exemples d'incinérateur
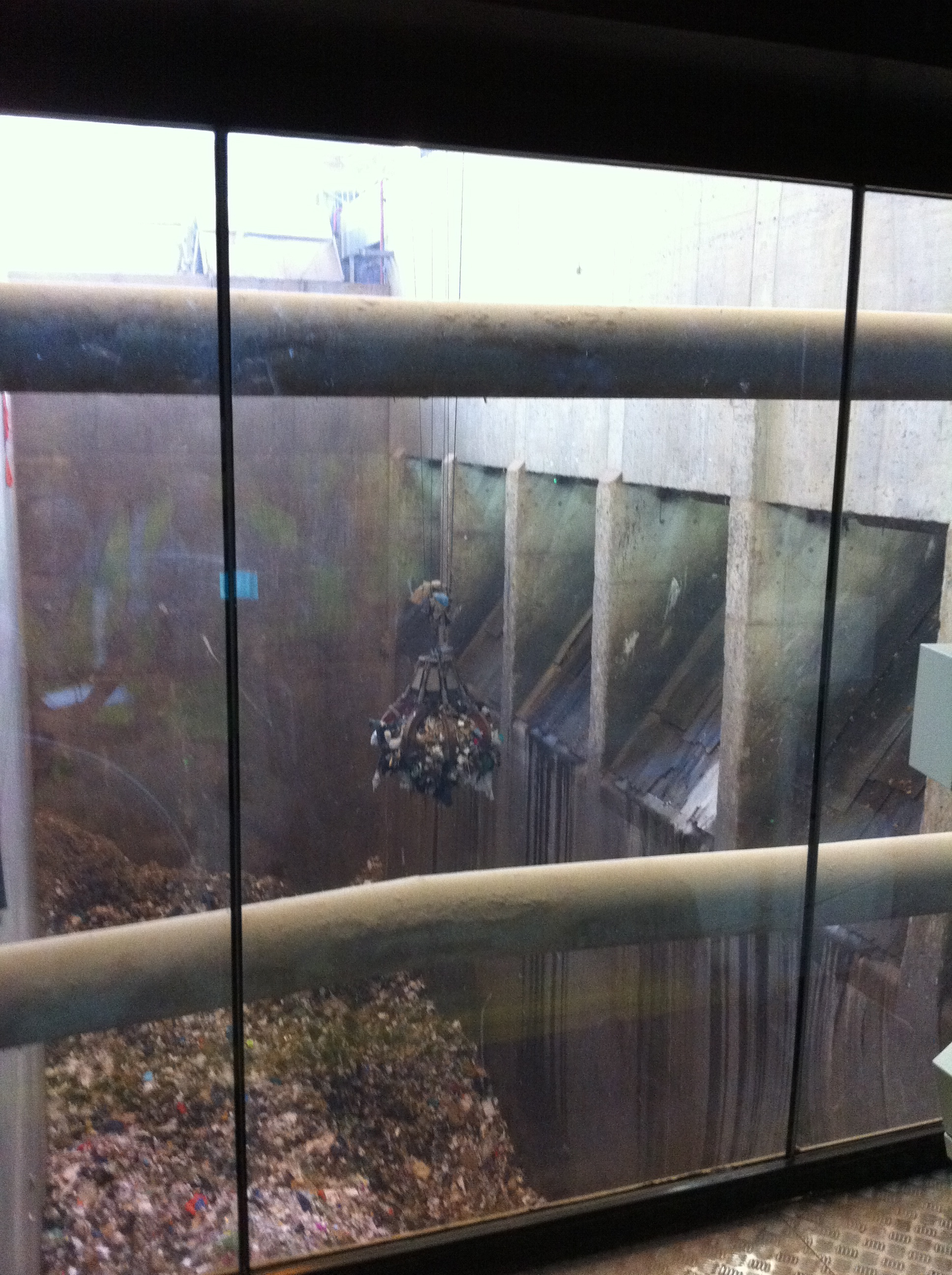
Isséane - Vue du lieu de déversement des ordures ménagères.
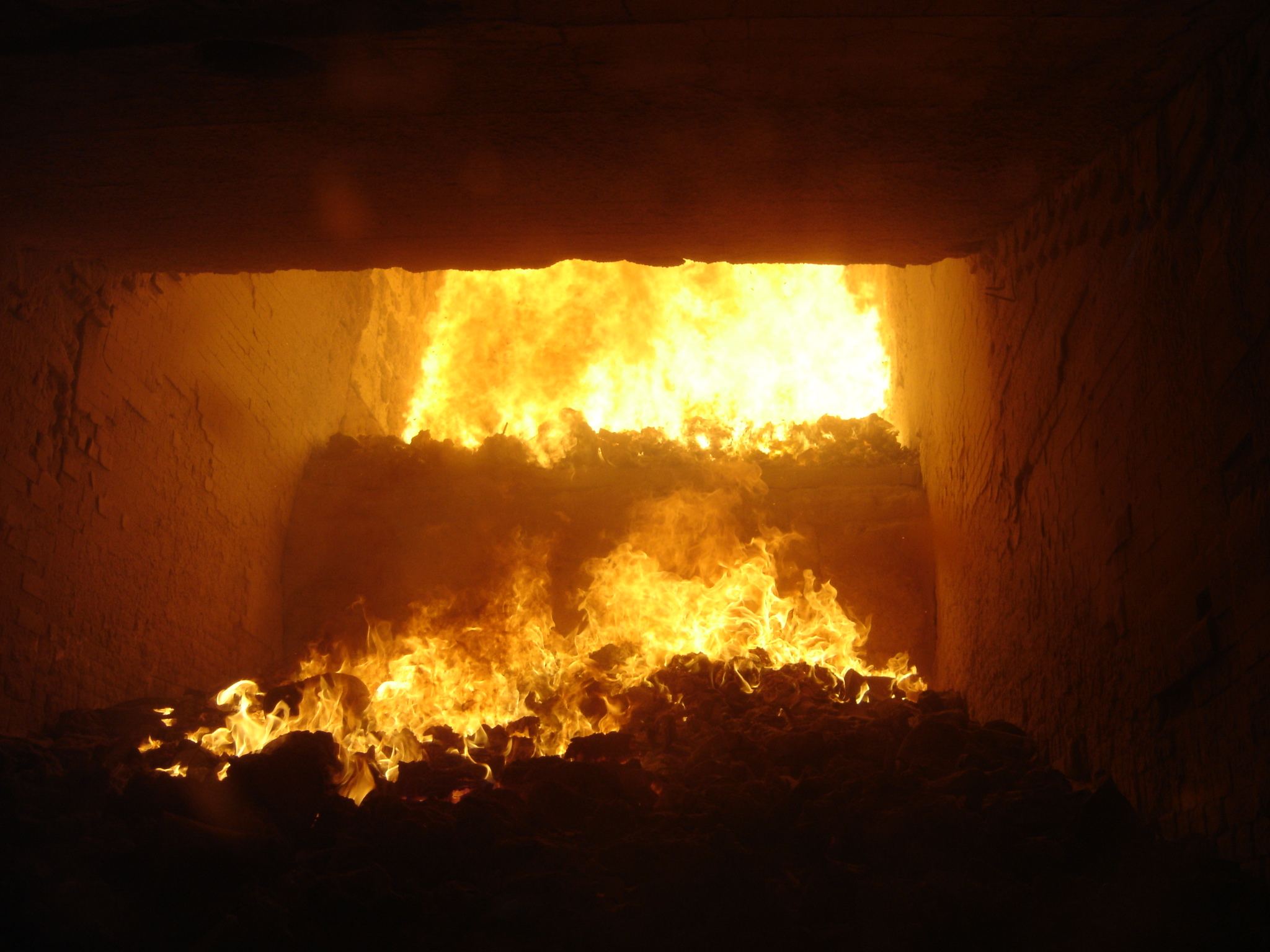
Un four incinérateur de déchets.

### Incinération
La combustion des déchets est auto-alimentée, c’est-à-dire qu’aucun autre combustible n’est nécessaire au maintien de la combustion. Toutefois, un brûleur (alimenté au gaz ou au fioul la plupart du temps) est toujours nécessaire pour assurer trois fonctions :
- montée en température jusqu’aux conditions d’incinération (la température du gaz émis par la combustion doit atteindre 850 °C pendant au moins deux secondes après la dernière injection d’air ; et 1 100 °C pendant au moins deux secondes s'il s'agit de déchets dangereux avec une teneur en substances organiques halogénées, exprimée en chlore, supérieure à 1 % ; c'est une obligation européenne[16]) ;
- maintien des conditions d’incinération au cas où les déchets seuls ne le permettent pas (rare en France) ;
- arrêt du four et descente en température (qui doit être progressive)[réf. souhaitée].

Quant à l'installation, elle comporte trois zones principales :
- un hall de réception : fosse permettant d’homogénéiser les produits et d’alimenter, éventuellement en continu (si les quantités à traiter sont importantes) l’installation. Dans ce dernier cas, les fours fonctionnent 24 heures sur 24 et 7 jours sur 7, tandis que la collecte ne s’effectue que six demi-journées par semaine ; la reprise se fait au moyen d’un grappin, sous un pont roulant au-dessus de la fosse de réception ;
- le four en continu : si la nature des déchets le permet, il utilise le seul pouvoir calorifique (inférieur) des déchets pour fonctionner ; un brûleur à mazout ou plus souvent au gaz de ville ou au propane permet le démarrage et occasionnellement un apport calorifique complémentaire (lors de l’allumage et pour réduire les imbrûlés ou la formation de composés toxiques (furanes, PCB, goudrons ou diverses formes de dioxines) si la température tombe au-dessous de 850 °C). Il existe des incinérateurs à lit fluidisé, à four rotatif ainsi que de nombreuses variantes permettant l’incinération des déchets industriels ou spéciaux (DASRIA, farines animales, etc.) ;
- une chaudière : qui peut récupérer la chaleur et la valoriser, éventuellement sous forme d’énergie électrique ou pour le chauffage (cogénération)[17].

### Récupération d’énergie
La chaleur des gaz et fumées issues de la combustion (température entre 850 °C et 1 000 °C) est transférée à un fluide caloporteur (en général de l’eau) circulant dans une chaudière. Dans les UIOM, le plus souvent, l’eau est transformée en vapeur et distribuée à un réseau de chaleur (chauffage urbain) et/ou à une turbine générant de l’électricité.
La récupération d'énergie ne pourra représenter qu'une infime partie de l'énergie grise que recèlent les déchets.
Si la partie incinérée comporte une forte proportion de biodéchets à forte teneur en humidité, alors la chaleur récupérée sera encore plus faible[réf. souhaitée]. Si les déchets comportent une part trop élevée de « CSR » ou d'autres produits à forte capacité énergétique le four peut être endommagé[réf. souhaitée].

### Traitement des vapeurs et fumées

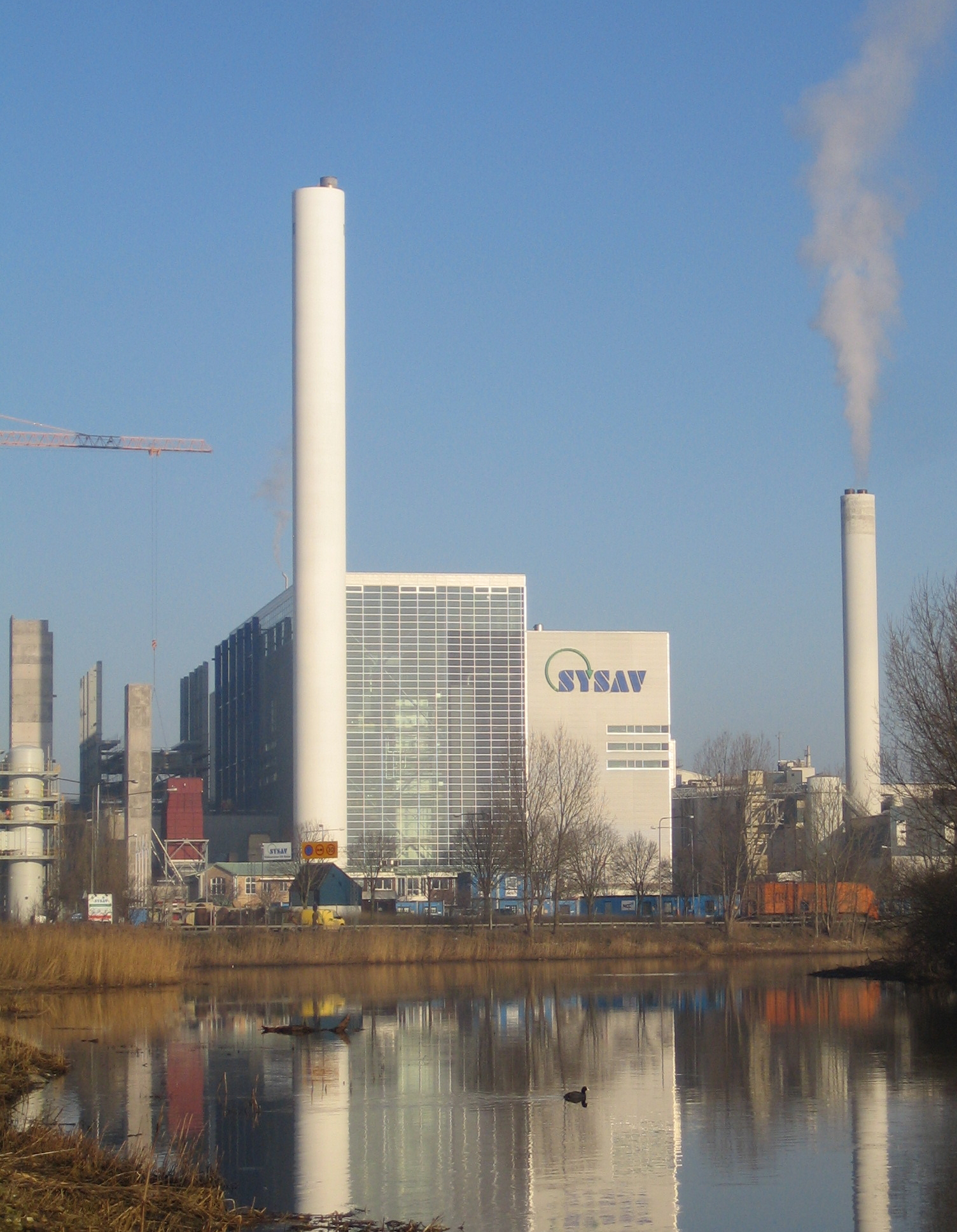
Le SYSAV, incinérateur de Malmö (Suède).

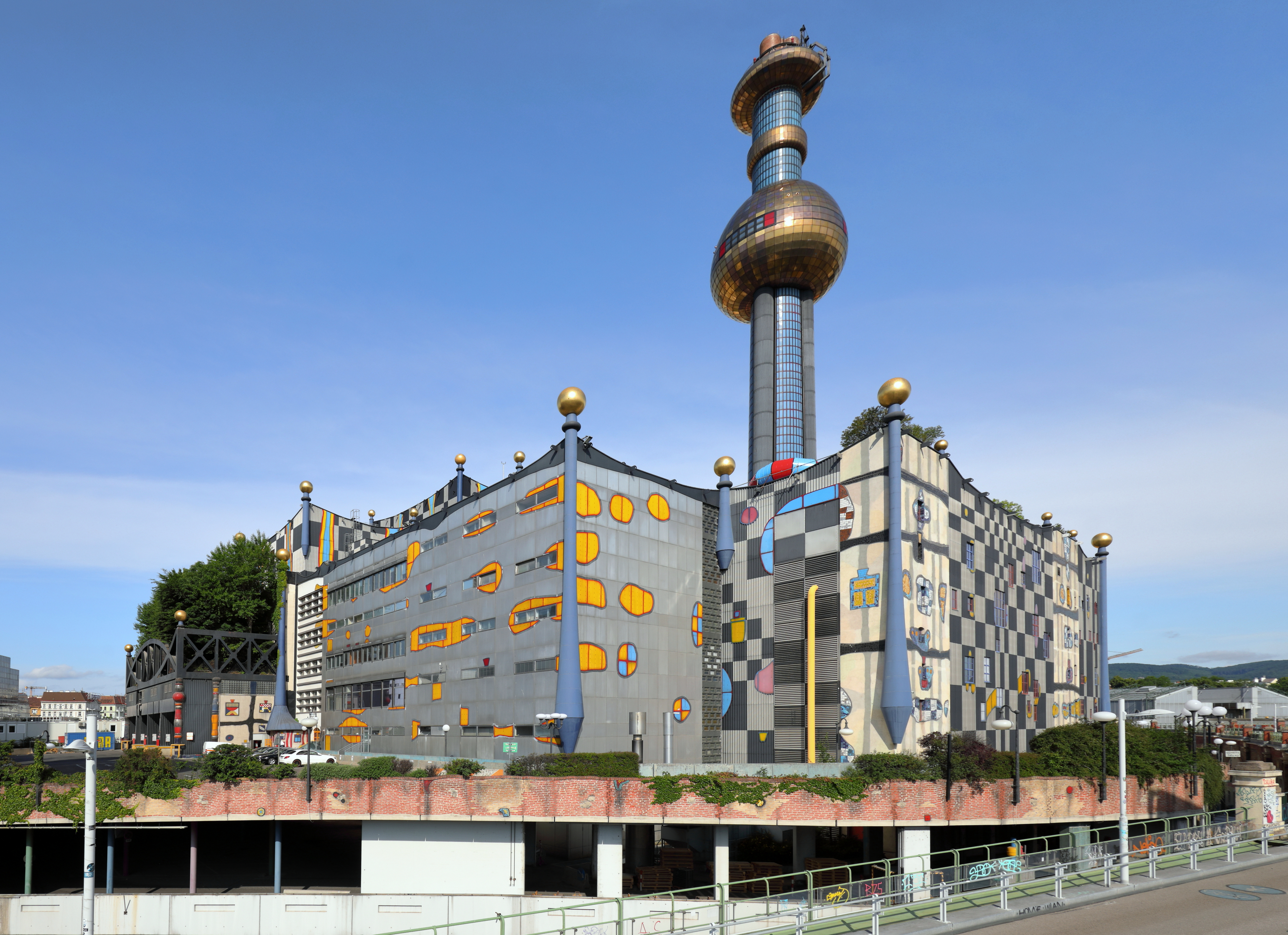
L’incinérateur de Vienne, en Autriche, qui assure aussi le chauffage d’eau pour un réseau de chaleur, décoré par Hundertwasser.

La directive 2000/76/CE du 4 décembre 2000 encadre les valeurs d'émissions réglementaires pour les incinérateurs,.
Les meilleures techniques disponibles (MTD) mettent en avant les techniques existantes pour atteindre ces valeurs.
Différents modes de traitements existent : humide, semi-humide, semi-sec, sec. Le choix du traitement dépend des réactifs disponibles et des technologies souhaitées. Des analyseurs mesurent en continu certains gaz (CO, HCl, SO2, NOx…) et permettent le contrôle de la combustion et la régulation du procédé de traitement[réf. souhaitée].
Autrefois, l’installation comportait en général des filtres électrostatiques piégeant les particules sensibles à l’électricité statique (métaux lourds mais pas le plomb ou le mercure qui sont sublimés à relativement basse température). Aujourd'hui des filtres à manches sont plus souvent utilisés. L'incinérateur de la communauté urbaine de Nancy comporte le système de double filtration (filtre à manches et dépoussiéreur électrostatique).

#### Voie humide
En voie humide, la fumée est désacidifiée par lavage au lait de chaux, lequel passe ensuite dans une installation de traitement des effluents liquides. Un panache important de fumées sort de la cheminée sous forme d'un « nuage » blanc. Ce panache blanc est principalement composé de vapeur d'eau, car la plupart des incinérateurs sont équipés d'un lit catalytique ou DeNOx[réf. nécessaire], où l'on injecte de l'ammoniaque (NH4OH) ce qui neutralise les NOx (NOx + NH4OH donne H20 + NH3+ NO)<,.

#### Voie sèche
La plus utilisée en France à la suite de la mise aux normes de 2005[réf. nécessaire], la voie sèche permet dorénavant de mieux piéger les polluants dans la fumée,. Pour cela, des réactifs sont injectés dans la fumée en amont du filtre à manches : chaux (matière), chaux spongiacale ou bicarbonate de sodium pour les acides, et charbon actif en poudre pour les dioxines et furanes. Le filtre à manche récupère alors les réactifs en proportion sur-stœchiométrique et les sels de réaction. Au décolmatage des filtres, ces produits sont récupérés et stockés en décharge contrôlée. Cette technique permet de ne pas utiliser d'eau, de ne pas produire d'effluents liquides et de supprimer le panache en sortie de cheminée.

#### Torche à plasma
L'utilisation de la torche à plasma a pour effet de vitrifier l'ensemble des déchets.

### Destination des résidus
Les résidus solides (mâchefers) sont déferraillés, stockés et, si leur qualité le permet (présence de métaux lourds respectant les normes actuelles), concassés pour être réutilisés par les travaux publics et notamment les réseaux routiers, après une phase de maturation. Dans le cas contraire, ils sont mis en centre d'enfouissement technique[réf. souhaitée].
Les usines d'incinération modernes ont souvent des installations « annexes » traitant les sous-produits d'incinération et occupant une part considérable du volume bâti ; leur gestion devient prépondérante sur le pilotage des fours, même si celui-ci est devenu de plus en plus complexe au fil des années[réf. souhaitée].
Les sous-produits de filtrage et lavage des fumées (REFIOMS) sont des déchets ultimes devant être réduits au minimum, recyclés dans la mesure du possible ou rendus inertes (vitrification ou enrobage le plus souvent) puis stockés dans des centres d'enfouissement technique dits « décharges de classe I ». Lors de leur transport des précautions doivent éviter leur dispersion dans l'environnement. Des tests déterminent leurs caractéristiques physicochimiques et leur potentiel de pollution.

## Gestion et entretien
En marche normale, une UIOM fonctionne avec un personnel relativement restreint :
- un ou plusieurs opérateurs en salle de contrôle, chargés de la conduite du four ;
- un opérateur chargé de l'alimentation du four, manipulant le grappin qui prélève les ordures dans la fosse et les dépose dans la trémie d'alimentation en partie supérieure. Ce travail est réalisé à partir d'un petit local isolé ou de la salle de contrôle ;
- des opérateurs d'entretien chargés entre autres de nettoyer les installations, de changer les bigs-bags de REFIOM, et d'intervenir en cas de dysfonctionnement (blocage de bande transporteuse ou accumulation de déchets par exemple)[réf. souhaitée].

D'autres opérateurs sont chargées du fonctionnement des installations annexes, si elles existent : tri des ordures ménagères en amont et valorisation des mâchefers en aval[réf. souhaitée].
Le four d'incinération est un organe critique qui doit être entretenu régulièrement. La plupart des UIOM sont arrêtées quinze jours par an au minimum pour permettre la réfection complète du four. Ce travail particulier est exécuté par des entreprises spécialisées en fumisterie industrielle[réf. souhaitée].
Les progrès techniques réalisés dans les UIOM ont permis une amélioration sensible des conditions de travail. Certaines opérations polluantes ont été en principe supprimées (vidange à sec des fosses de mâchefers par exemple), les opérateurs chargés de l'alimentation des fours ne se trouvent plus en contact direct avec les ordures comme c'était le cas autrefois. Il n'en reste pas moins que les opérateurs de ces usines sont encore exposés à des polluants multiples (gaz de combustion en cas de fuite ou de dysfonctionnement du four, aérosols divers et microorganismes).

## Quantités de déchets incinérés, avec ou sans valorisation (chaleur, électricité)

### En Europe
Le baromètre de l'Observatoire des énergies renouvelables montre qu'en 2009 la production européenne d'énergie primaire à partir de « la combustion de déchets municipaux renouvelables » s'est élevée 7,7 millions de tonnes équivalent pétrole (tep), qui ont donné 15,4 TWh d'électricité, 3,3 % de plus qu'en 2008. Mais cette quantité d'énergie aurait pu être doublée (pour un même tonnage de déchets) si les rendements de combustion avaient été améliorées par les meilleures techniques disponibles.
La Confederation of European Waste-to-Energy Plants (CEWEP) estime que 69 millions de tonnes de déchets municipaux ont été incinérées en 2009, dont 59 millions par ses membres.
« Selon la Commission européenne (qui se base sur les données fournies par les industriels de l'incinération […] CEWEP), de 118 à 138 millions de tonnes de biodéchets sont produits par an dans l'UE, dont environ 88 millions de tonnes de déchets municipaux (déchets biodégradables de jardin, de cuisine et alimentaires) » et ces chiffres devraient croître de 10 % jusqu'en 2020 avec l'amélioration de la collecte.[réf. souhaitée]
L'amélioration du recyclage des déchets en Europe serait freinée ou menacée par une surcapacité d’incinération selon un rapport, publié fin 2012 par l’ONG GAIA (Global Anti-Incinerator Alliance) et le centre de recherche privé Fundacio d'après les statistiques Eurostat qui montrent aussi que la France détient à elle seule un quart de tous les incinérateurs européens (sans compter de nouveaux projets en cours). L'incinération pèse sur la capacité du pays à mettre en place une collecte plus sélective et un meilleur recyclage, commente le CNIID.
Selon les industriels de l'incinération, ces résultats européens sont en partie expliqués par l'élargissement à de nouveaux pays qui envoyaient jusqu'à 90 % de leurs déchets en décharge. Selon la CEWEP, certains pays (Pays-Bas, Suède) importent des déchets pour les incinérer, déchets qui auraient été sans cela — en général — enfouis faute de solutions de valorisation efficaces dans leur pays d'origine.
En 2019, les incinérateurs municipaux européens ont brulé environ 60 millions de tonnes annuellement, fournissant de l'électricité à 18 millions d'européens et en chauffant 15 millions.

### En France
En 2010, selon l’Ademe, 30 % des déchets municipaux français ont été incinérés (dans 129 usines d'incinération des ordures ménagères ou UIOM qui ont brûlé 14 millions de tonnes en 2010, dont dans 114 usines qui en ont tiré une énergie correspondant à un tonnage traité de 13,8 Mt/an). Ces chiffres classent la France au 7e rang européen pour l'incinération. 30 % partent encore en décharge, et seulement 20 % sont recyclés et 15 % compostés.
Chaque UIOM français brûlait en 2010 de 8 900 à 730 000 t/an pour les plus gros (moyenne : 120 000 t/an) pour un coût moyen de 94 € TTC/t en 2010 (en incluant la Taxe générale sur les activités polluantes (TGAP). L'Ademe admet qu'il s'agit d'une alternative à l’enfouissement incontournable pour certains déchets, mais que l'incinération ne devrait pas se faire « au détriment de la prévention ni des filières de recyclage ».
Avec une production de 1 207,7 kTep, la France est située en deuxième position, derrière l'Allemagne (2 045,5 ktep), en matière de production énergétique à partir des bio-déchets incinérés. La production brute d'électricité à partir de la combustion de déchets municipaux renouvelables s'élève à 1 980 GWh ce qui place, là aussi, la France en deuxième position derrière l'Allemagne (4 166 GWh). Quant à la fourniture de chaleur aux réseaux, la France se classe au 4e rang, avec 253,5 ktep, d'un classement européen dominé par l'Allemagne (525 ktep)[réf. souhaitée].
La France possède par ailleurs le plus grand centre d'incinération d'Europe, Ivry/Paris XIII, capable de valoriser 700 000 tonnes de déchets par an.

### À l'international
L’incinération des déchets est une méthode répandue dans les territoires ayant les moyens de la mettre en place, puisqu’elle permet à la fois la suppression des déchets mais également une production énergétique. Au Japon par exemple, cette dernière représente 75 % de la gestion des ordures, d’autres pays l'utilisent quant à eux moins souvent, tel que l’Espagne ou encore le Canada, au profit d’autres méthodes de traitement comme les décharges.
Dans la gestion des déchets, l'utilisation de décharges est la méthode la plus utilisée à ce jour dans le monde de par sa simplicité et sa rapidité.[réf. nécessaire]

## Impacts environnementaux

### Aspectssanté-environnement

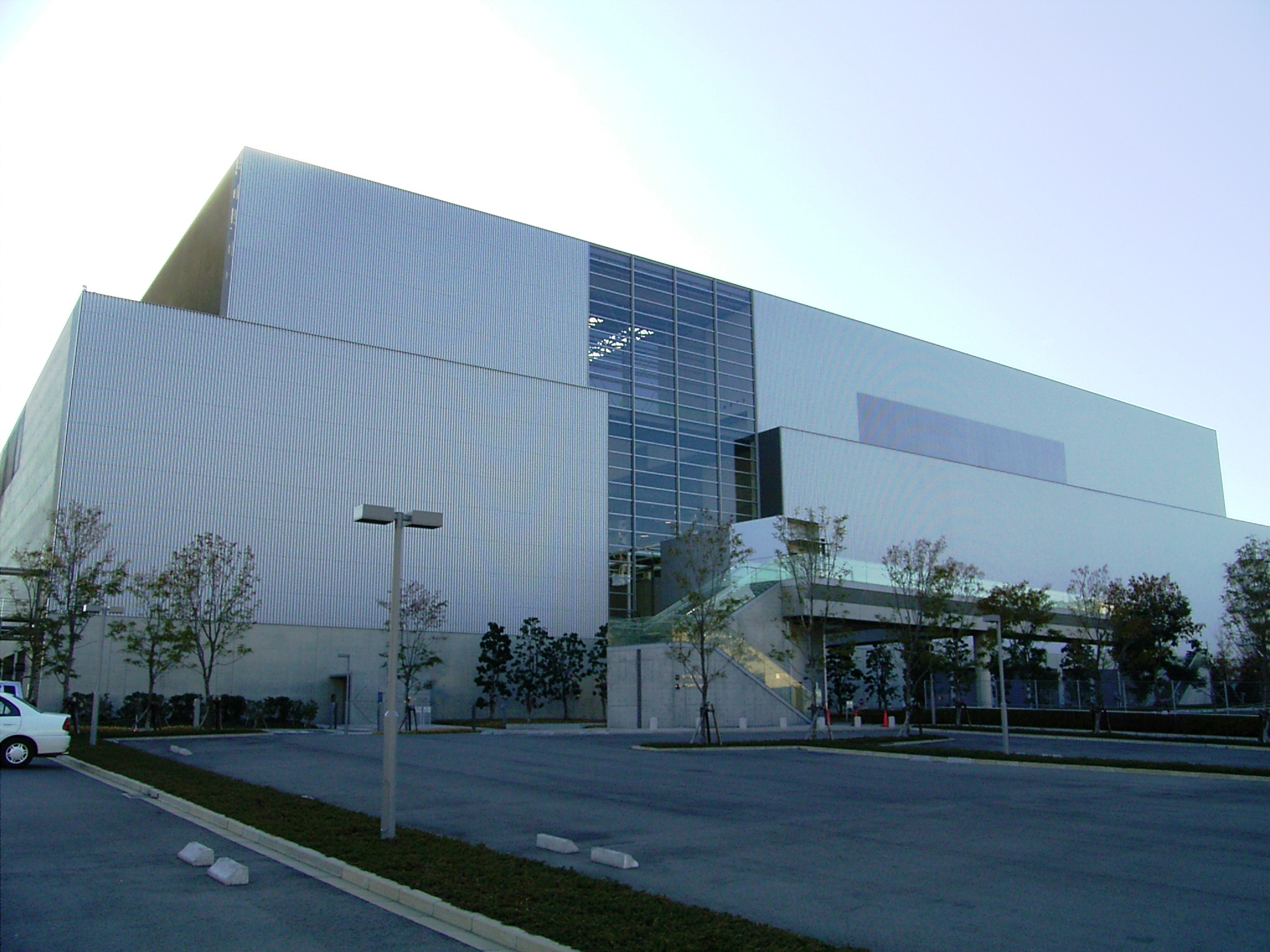
Les usines modernes cherchent à éviter les cheminées et les tuyauteries apparentes (incinérateur de Naka, Japon).

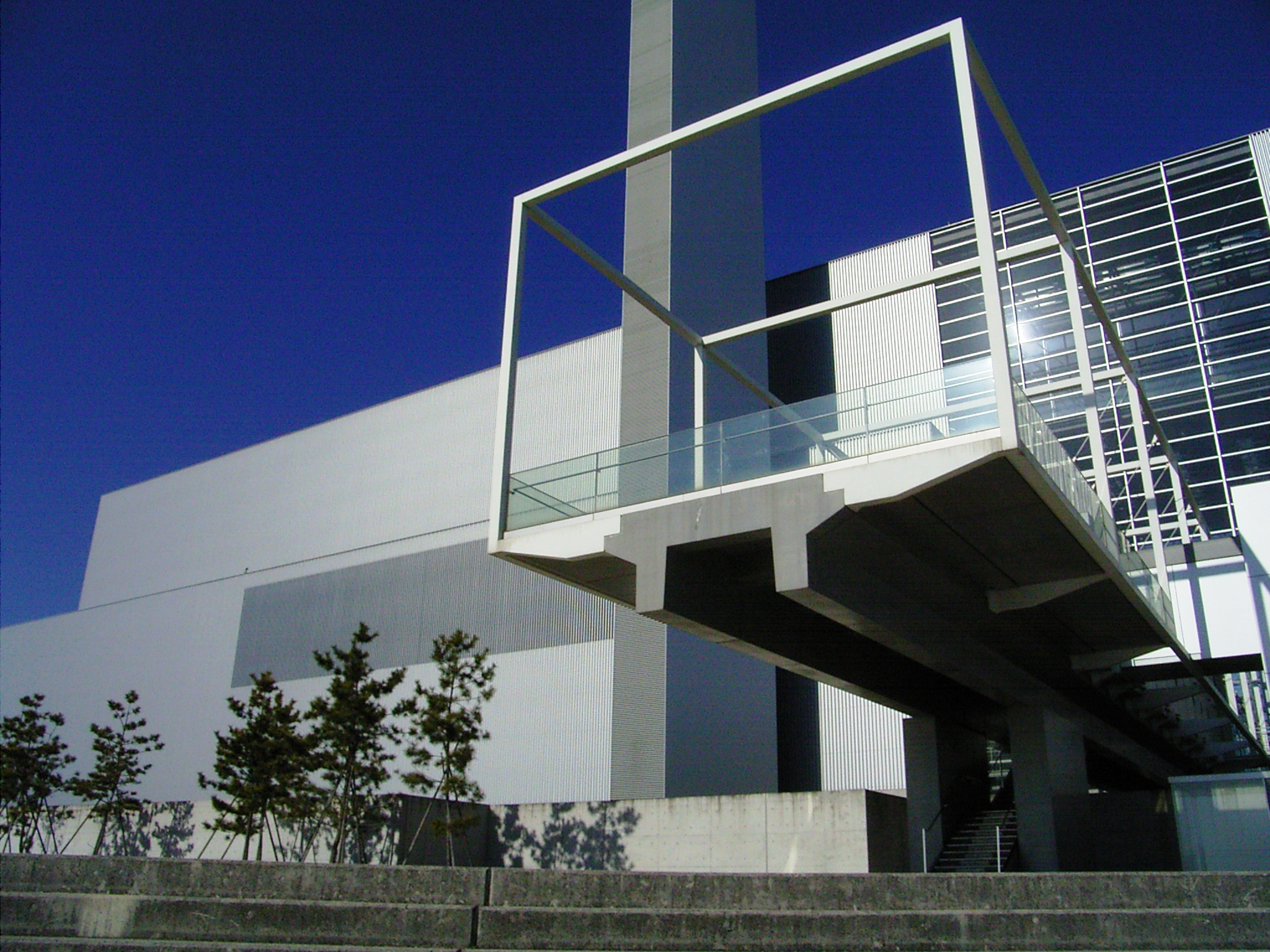
Une architecture contemporaine est souvent recherchée pour rassurer les riverains et les opposants à l’incinération (incinérateur de Naka, Japon).

L'incinération des déchets est réglementée dans l'Union européenne par la directive 2000/76/CE. Certaines dispositions, concernant les cadavres d'animaux, sont régulés par le règlement (CE) no 1774/2002, qui a été promulgué notamment à la suite des crises alimentaires des années 1990 (maladie de la vache folle, liée notamment à la consommation de farines animales par les bovins, etc.). En France, elle est réglementée en particulier par le livre V du Code de l'environnement sur la « prévention des pollutions ».
En France, les « installations d'incinération ou de co-incinération de déchets non dangereux sont des installations classées pour la protection de l'environnement (ICPE), soumises à autorisation dans tous les cas. » Elles sont classées dans la rubrique 2771 de la nomenclature ICPE intitulée « Installation de traitement thermique de déchets non dangereux ».
En 2004, le Comité de la prévention et de la précaution a recommandé que :

« la question de l’incinération des ordures ménagères en France soit analysée et replacée dans le cadre d’une politique globale de gestion des déchets en France. Cette politique devrait s’articuler autour des axes suivants : la prévention, le renforcement de la réglementation et du contrôle de la conduite des installations, le développement de la recherche, la surveillance environnementale et des populations, l’optimisation des filières de traitement et une politique participative ambitieuse d’information et de sensibilisation du public et des acteurs afin de favoriser leur implication dans les processus décisionnels. »

À quoi Sébastien Lapeyre du Centre national d'information indépendante sur les déchets (CNIID) répond : 

« L'incinération est une composante de la solution du problème du traitement des déchets mais, pendant vingt ans, l'investissement consenti sera à rembourser. Il faudra brûler le même nombre de déchets pendant cette période, et cela retarde d’autant l’instauration d’une politique de recyclage sur l'ensemble du gisement.[réf. souhaitée] »

Une étude publiée en novembre 2007 par l’Institut de veille sanitaire (InVS) « montre qu’il a existé une association significative mais pas de lien de causalité entre l’incidence de certains cancers et l’exposition aux rejets des incinérateurs construits dans les années 1970-80 », évoquant « l’augmentation de certains cancers : chez la femme, le cancer du sein et chez l'homme, on ne note pas d'incidence significative pour l'ensemble des cancers car elles portent sur des maladies relativement rares ainsi le sarcome des tissus mous, le cancer du foie et les lymphomes malins non-hodgkiniens ». L'étude ajoute que ces cas représentent un nombre de 650 environ sur les 135 567 recensés dans les quatre départements dont les registres de cancers ont été relevés[réf. souhaitée].
Le Syndicat national du traitement et de la valorisation des déchets urbains et assimilés (SVDU), qui rassemble les industriels, fait valoir une baisse de 97 % des émissions de dioxines entre 1995 et 2006.
Le porte-parole de la Coordination nationale médicale santé-environnement note que si depuis le 27 décembre 2005, les nouvelles normes ont été mises en place, il n'y a pour le moment aucun recul épidémiologique suffisant. Il n’y a pas d’incinérateur propre car non seulement ils dégagent du dioxyde de carbone, mais en plus près de 2 000 substances toxiques n'ont pas fait l’objet d’étude sur leur impact sanitaire. Des impacts secondaires peuvent aussi provenir de l'utilisation de cendres ou mâchefers qui ont concentré les polluants qui étaient présents dans les déchets ou issus de leur combustion.
Aussi, les pétitions du corps médical fleurissent dans la plupart des régions concernées par un projet d'incinérateur. Toutes réclament un moratoire sur la construction de nouveaux incinérateurs.

### Pollution atmosphérique
L'incinération est une manière considérée comme plus propre pour se débarrasser des déchets[pas clair] bien que cette méthode rejette des fumées toxiques.
Les incinérateurs participent à la pollution atmosphérique, qui a causé la mort d'environ 2,4 millions de personnes par an dans le monde entier.
La pollution atmosphérique provoque des maladies cardiaques, respiratoires ou encore reproductives ; diminue l’espérance de vie et développe certaines maladies mortelles telles que les cancers,.
Le traitement des fumées toxiques des incinérateurs demande des installations très coûteuses, ce qui pousse certains pays à préférer l’enfouissement des déchets qui contaminent des petites surfaces plutôt que de supporter les conséquences des fumées toxiques qui contaminent des régions entières.

### Pollution de l'eau
Les déchets humains sont la cause principale de la pollution d'eau et l'incinération semble être une des moins mauvaises solutions à court terme afin d'éviter la contamination des sols et donc des rivières et de la nappe phréatique[réf. souhaitée].
L'eau se renouvelle naturellement mais face à la quantité de déchets produits par les hommes, l'eau est dans l'incapacité de neutraliser tous ces déchets. Le résultat de cette pollution concerne surtout les pays pauvres ou le traitement des eaux usées est insuffisant et où les populations souffrent de maladies gastriques. Cette pollution se retrouve dans la mer et contamine toute la chaîne alimentaire dont fait partie l'homme. Cette pollution concerne donc la santé de toute l'humanité.[réf. souhaitée]

## Opposition
Dans le cadre d'une gestion intégrée des déchets ménagers et urbains l'incinération fait souvent l'objet d'un refus social.
De nombreux débats émergent sur la pertinence de l'incinération des déchets en tant que méthode de traitement des déchets au XIXe siècle. Le mode de gestion des déchets par « valorisation énergétique » avec la production d’électricité ou de chauffage urbain grâce notamment à l’incinération se heurte bien à un refus social[réf. nécessaire]. Depuis plusieurs décennies, des centaines d’associations dans le monde s’y opposent et dénoncent les risques encourus par l'environnement et la santé des habitants vivant à proximité des incinérateurs, avec notamment des menaces de cancer[réf. nécessaire]. Cette opposition s’explique par un refus des populations de vivre à côté de tels équipements entre risques sanitaires et environnementaux à travers les émanations atmosphériques dont les dioxines qui sont toxiques, risque toutefois très réduit pour les équipements modernes qui traitent leurs émanations. De plus, ces incinérateurs constituent pour de nombreuses associations un non-sens écologique au regard du nombre de tonnes CO2 créé lors de la combustion. Pour certains associations, il faudrait alors davantage intégrer le cycle de la gestion déchet dans une réflexion plus globale. La méthode de traitement des déchets par incinération est critiquée car elle entre en contradiction avec l’objectif de réduction de la production, la combustion représentant un gaspillage des matières premières. Ainsi, il n’y a plus de place pour une « valorisation matière » poussée. Ces politiques de gestion des déchets vont à l’encontre de la résolution du problème déchet à la source, à savoir une réduction de la production des biens. Les associations militantes et citoyennes dénoncent ce système dont la logique de production de déchets est encouragée par les collectivités qui doivent rentabiliser des équipements très coûteux. De nombreux habitants et associations préfèrent des équipements de plus petites tailles à caractère réversible « sites d’enfouissement réversible » ou « décharge provisoire » de petite taille dans une logique de proximité qui permet « de conserver une conscience sociétale du déchet ».
Ces associations opposées aux incinérateurs encouragent des alternatives pour traiter tout ou une partie des déchets, comme la réduction des déchets à la source, le recyclage et la méthanisation et le compostage des déchets organiques alors considérée comme Biomasse. Une directive européenne a imposé aux collectivités et opérateurs l'obligation de fortement diminuer les rejets des incinérateurs dans l'air, de mieux gérer les refioms, avec plus de transparence, tout en valorisant énergiquement l'incinération en produisant dans le même temps de la chaleur et/ou de l'électricité.
Ces luttes s'organisent sous différentes formes, manifestations, Zad ou tractage appelant à des assemblées générales pour essayer de sensibiliser le plus d'habitants possible à l'échelle locale. Pour exemple, en 2015 à Échillais en Charente-Maritime, des habitants décident de s'organiser ensemble face à un projet d'incinérateur en formant une Zad. Les militants, soutenus par une partie de la population de la commune, dénoncent le fait qu'il n'y ait pas eu de consultation alors même que ce projet risque d'avoir des impacts à long terme sur le cadre de vie de nombreux habitants. Après plusieurs actions menées dont une occupation brève du bureau du maire, cette lutte prend une tournure politique puisque les militants soulignent que la communauté d'agglomération a voté pour un moratoire qui n'est pas respecté par les autorités qui pilotent ce projet. 150 jours plus tard, le 12 mai 2015, la Zad d'Échillais est évacuée. Bernard Cazeneuve, alors ministre de l'Intérieur sous le deuxième gouvernement Manuel Valls, salue alors « le professionnalisme des forces de l’ordre qui ont permis que les évacuations se déroulent sans aucun incident ». Pourtant, du côté des manifestants, la version des faits est tout autre. Il est question « d'expulsions impressionnantes et simultanées suite aux pressions policières et politiques », de « violences (verbales et physiques) des défenseurs des projets » et « d'interpellations » d'opposants au projet. Cette opposition se poursuit dans le temps entre procès intentés par les associations environnementales et appels menés par les organisateurs du projet. En 2018 après de nombreux recours, le projet est finalement maintenu et l'incinérateur construit par Vinci et exploité par Veolia ouvre enfin ses portes.
Aux États-Unis, dans les années 1990, 300 projets sur 400 ont été stoppés par une opposition citoyenne[réf. souhaitée].
En France et en Europe, la législation sur la qualité de l’air ayant évolué, de nombreuses usines d’incinération ont dû être mises aux normes ou fermées depuis les années 1990. Des polémiques subsistent aussi sur l’impact à long terme sur le devenir des cendres et l’utilisation de mâchefers en fond de couche routière ou pour divers aménagements[réf. souhaitée].

## Débat politique sur les incinérateurs
La directive 2000/76/CE du 4 décembre 2000 du parlement européen a mis en place de nouvelle normes pour les infrastructures polluantes, dont les incinérateurs.
En France, pays qui accueille le tiers des incinérateurs européens, le gouvernement a introduit des dispositifs qui encouragent le développement des incinérateurs :
- le rachat de l'énergie électrique produite à des tarifs préférentiels ;
- la taxe générale sur les activités polluantes (TGAP) assez faible pour ne pas décourager ;
- des subventions pour la production d'énergie renouvelable[47].

## Coûts et économie
En 2012, les incinérateurs français ont traité 30 % des déchets ménagers, à travers les 128 UIOM, ce qui présente 14 Mt de déchets incinérés dont 97 % sont valorisés énergétiquement. La moitié de cette énergie produite est considérée comme énergie renouvelable, et se répartit en 4 200 GWh d'énergie électrique et 8 500 GWh d'énergie thermique.

## Législation

### En France
Les usines d'incinération sont soumises à autorisation préfectorale. Depuis le 18 septembre 2000 elles sont régies par le livre V du Code de l’environnement relatif à la « Prévention des pollutions, des risques et des nuisances ».
Chaque CVE est rattaché à la rubrique 2771 de la nomenclature des installations classées pour la protection de l'environnement (ICPE). Ce texte introduit des limites de pollution à ne pas dépasser ; pour les métaux lourds, les dioxines et furannes, le monoxyde de carbone (CO), les poussières, le carbone organique total (COT), le chlorure d'hydrogène (HCl), le fluorure d'hydrogène (HF), le dioxyde de soufre (SO2) et les oxydes d'azote (NO et NO2).
Des textes complémentaires s'appliquent aux usines d'incinération dont :
- directive 2010/75/UE du Parlement européen et du Conseil du 24 novembre 2010 relative aux émissions industrielles (prévention et réduction intégrées de la pollution) [Journal officiel L 334 du 17.12.2010] ;
- directive no 2000/76/CE du Parlement européen et du Conseil du 4 décembre 2000 sur l’incinération des déchets[60] qui a pour objectif de « prévenir ou de limiter dans toute la mesure du possible les effets négatifs de l'incinération et de la coïncinération de déchets sur l'environnement et en particulier la pollution due aux émissions dans l'air, le sol, les eaux de surface et les eaux souterraines, ainsi que les risques qui en résultent pour la santé des personnes » ;
- arrêté du 18 décembre 2012 modifiant l’arrêté du 20 septembre 2002 relatif aux installations d’incinération et de co-incinération de déchets non dangereux et aux installations incinérant des déchets d’activités de soins à risques infectieux et l’arrêté du 20 septembre 2002 relatif aux installations d'incinération et de co-incinération de déchets dangereux ;
- décision 2006/329/CE de la Commission du 20 février 2006 établissant un questionnaire à utiliser pour rendre compte de la mise en œuvre de la directive 2000/76/CE sur l'incinération des déchets [Journal officiel L 121 du 6.5.2006] ;
- directive-cadre sur les déchets et textes sur la prévention et réduction intégrées de la pollution (directive IPPC).